# HD72295
HD72295 — хімічно пекулярна зоря спектрального класу A0, що має видиму зоряну величину в смузі V приблизно  7,9.
Вона  розташована на відстані близько 813,4 світлових років від Сонця.

## Пекулярний хімічний склад
Зоряна атмосфера HD72295 має підвищений вміст 
Cr
.